# Anio Novus

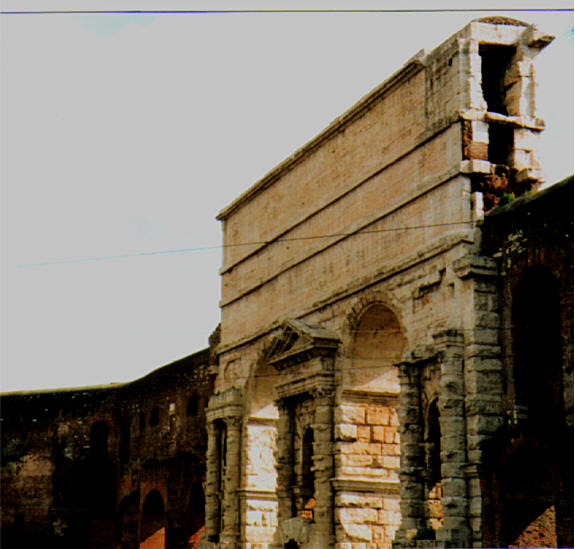
Restos de los acueductos Aqua Claudia y Acqua Anio Novus, integrados en la Muralla Aureliana como una puerta en el año 271.

Anio Novus (recibió su nombre por el río Anio en la milla 42.ª de la Via Sublacensis del que originalmente tomaba su agua) es un acueducto, que, como el Aqua Claudia, se comenzó por Calígula en 38¹ d. C. y acabado en el año 52 por Claudio, quien inauguró ambas el 1 de agosto.

## Detalles
De todos los acueductos que llegaban a Roma era en el que el agua llegaba con mayor altura, pudiendo abastecer así a los distritos más altos de la ciudad. Sin embargo, como solía traer agua turbia, para mejorar la calidad de ésta Trajano hizo uso de los dos lagos superiores de los tres que Nerón había construido para abastecer su villa de Subiaco, alargando así el acueducto a 58 millas y 700 pasos ². Los lagos se habían creado mediante presas en el río, y eran las más altas de cualquier construcción romana. Fueron arrasadas por el río en  época medieval. El caudal en su entrada era de 196.627 m³ en 24 horas. A partir de su tanque de filtrado cerca del 7º miliario de la Vía Latina discurría sobre los majestuosos arcos del acueducto Aqua Claudia, en un canal inmediatamente superpuesto sobre el de aquél. Antes de las reformas el acueducto se usó cuando era necesario para suplir los déficits de caudal de otros acueductos mediante varios canales transversales controlados por compuertas, pero enturbiaba las aguas de aquellos . Es descrito con cierto detalle por Sexto Julio Frontino en su obra publicada en la segunda mitad del siglo I, De aquaeductu.